# Chiesa di Santa Maria della Solitaria
La chiesa di Santa Maria della Solitaria era un luogo di culto della città di Napoli; l'edificio era ubicato in via Solitaria, nella parte est della collina di Pizzofalcone, nel quartiere San Ferdinando.

## Storia
La chiesa, fondata nel 1580, era annessa ad un convento, sorto nel 1578 per ospitare le figlie orfane dei militari spagnoli; essa presentava tre navate affrescate da Giuseppe Ribera e Luca Giordano. Nel 1824 l'edificio di culto fu demolito ed il monastero annesso, soppresso.
Nel 1880, con sede all'interno dell'ex convento, venne fondato l'Istituto d'Arte "Filippo Palizzi"; l'istituto fu aperto nel 1882 grazie all'opera di illustri personaggi napoletani, tra cui va ricordato anche Gaetano Filangieri iunior.